# Lutefisk

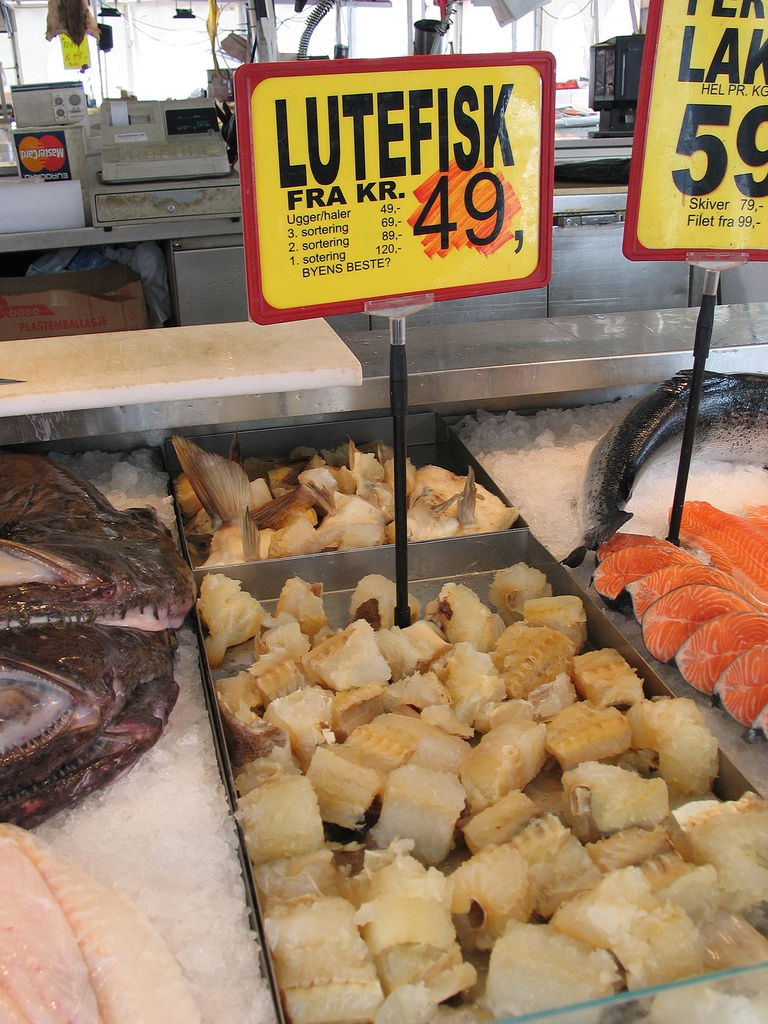
Lutefisk sur un marché norvégien.

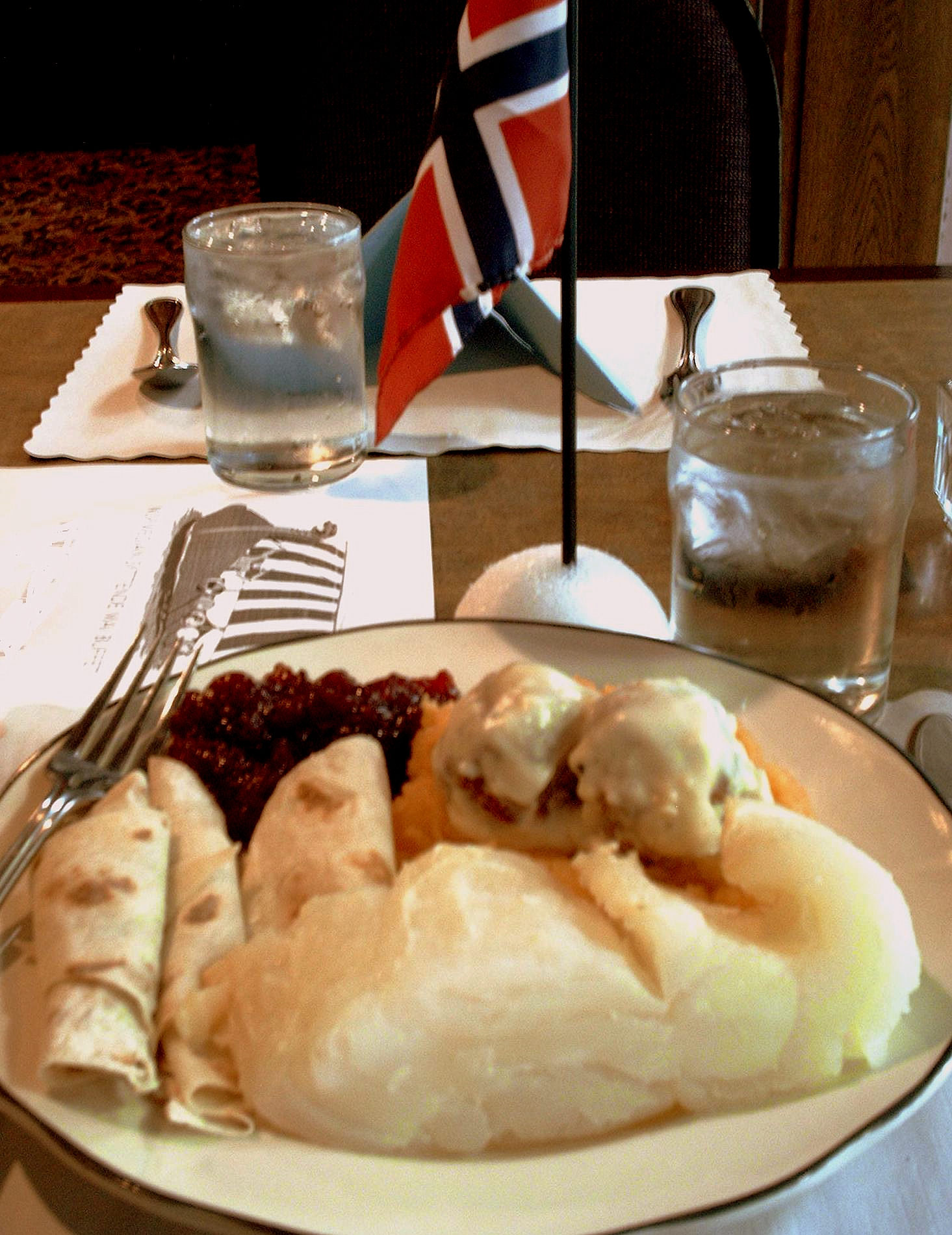
Lutefisk (en bas de l'assiette) servi dans un restaurant au Minnesota.

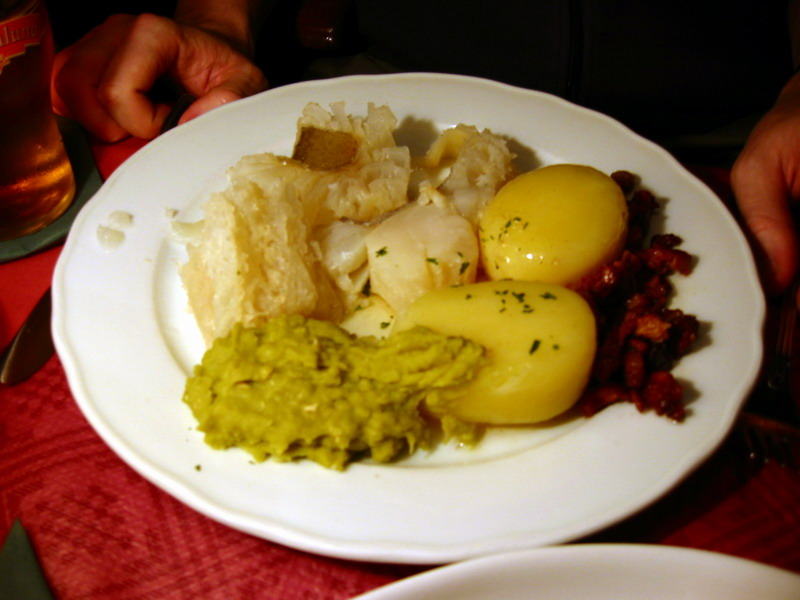
Lutefisk (en haut à gauche de l'assiette) servi dans un restaurant norvégien, avec des pommes de terre, des pois cassés et du bacon.

Le lutefisk est une spécialité de Norvège, de Suède et de Finlande. Ce plat est également consommé dans les États américains du Minnesota et du Wisconsin, où se trouve une importante communauté d'Américains originaires de Scandinavie. Le lutefisk est consommé surtout pendant les mois de novembre et décembre.

## Recette
Le lutefisk est fait de poisson blanc séché (souvent de la morue, mais aussi de la lingue blanche), trempé dans l'eau froide pendant cinq à six jours, changée chaque jour.
Il est ensuite placé dans une solution saturée d'hydroxyde de sodium à macérer pendant deux jours. Le poisson va alors reprendre presque tout le volume qu'il avait perdu en séchant.
À ce moment, il n'est pas comestible. Il faut ensuite le mettre pendant quatre à six jours dans de l'eau froide changée quotidiennement. Il doit prendre une consistance proche de la gelée pour être cuisiné.
Ce plat à l'odeur et au goût fort, typiquement viking, est servi avec une purée de pois cassés, des pommes de terre nouvelles, du bacon, de la moutarde forte, du fromage de chèvre et une boisson alcoolisée.

## Tradition
En Norvège et en Finlande, on commence le long procédé d'élaboration du lutefisk le 9 décembre pour la fête de Sainte Anne, afin que le plat soit prêt à être consommé le 24 décembre pour le réveillon de Noël.